# Pracht- und Bodensalmler
Die Pracht- und Bodensalmler (Crenuchidae) sind eine Familie der Salmlerartigen (Characiformes) aus den tropischen Gewässern Südamerikas (etwa Amazonas und Rio Negro) und des östlichen Panama (Río Tuira).

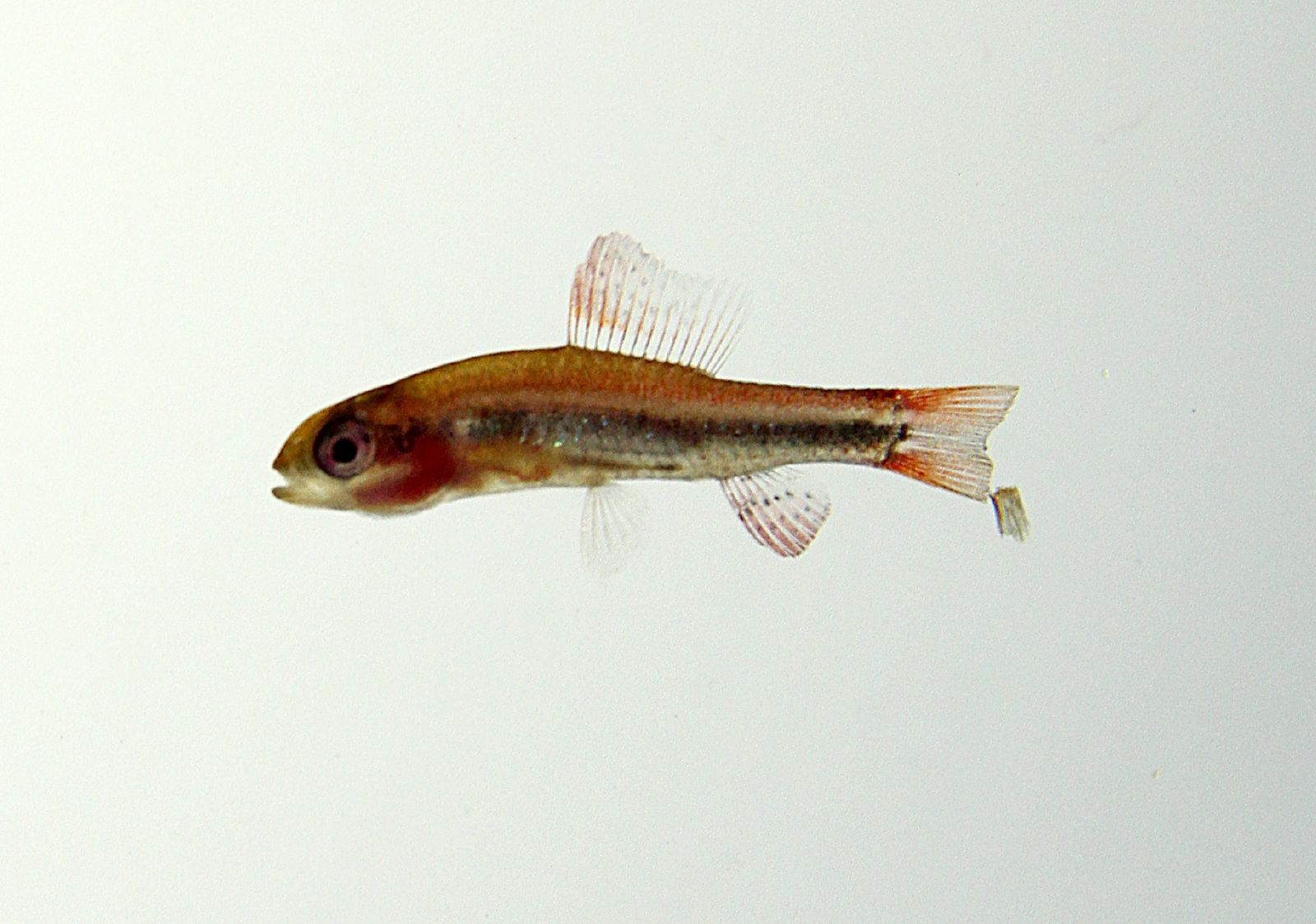
Grünpunkt-Raubsalmler (Poecilocharax weitzmani)

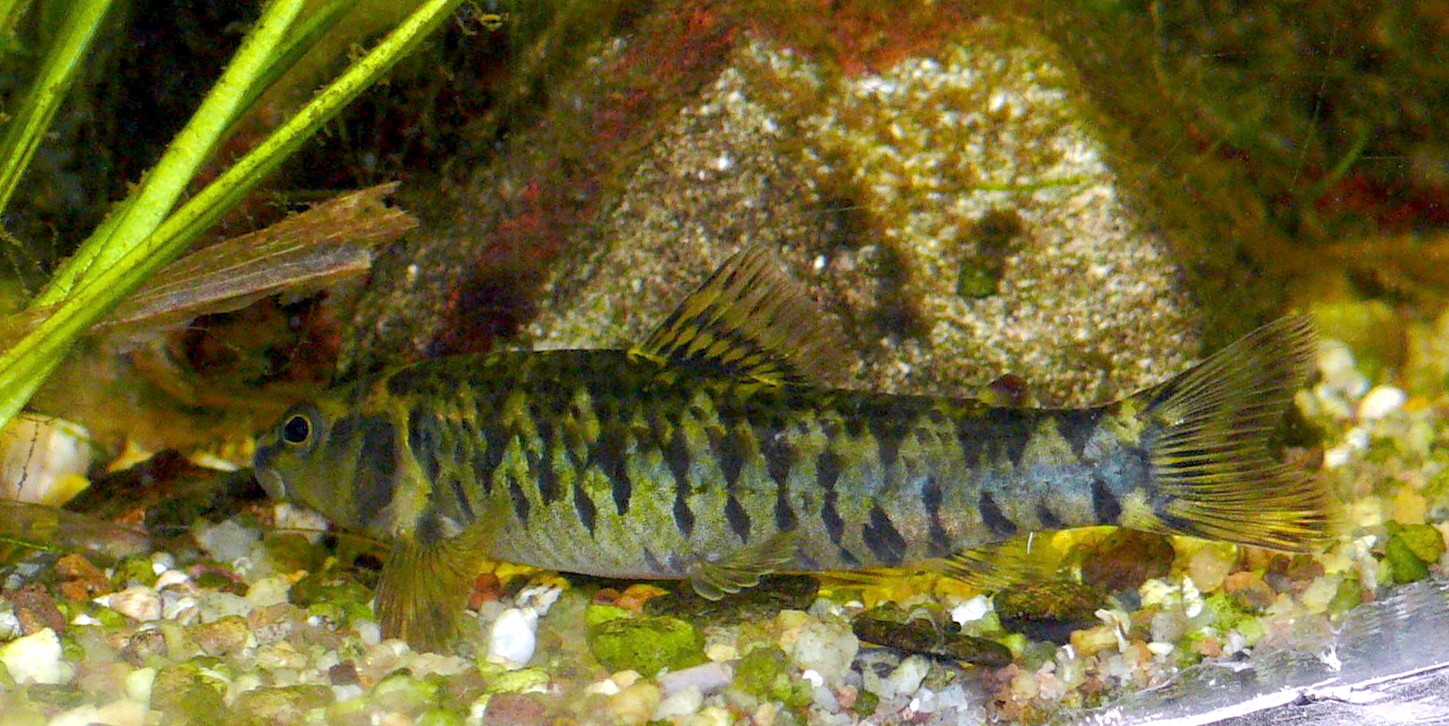
Characidium fasciatum

## Merkmale
Es sind kleine, zwei bis zehn Zentimeter, teilweise an Schmerlen erinnernde Bodenfische. Der Körper ist mehr oder weniger gestreckt und seitlich nicht oder nur wenig abgeflacht. Die Bauchseite ist flach. Pracht- und Bodensalmler sind meist von schlichter Farbe. Oft zieht sich ein dunkles Längsband entlang der Flanken. Die paarigen Flossen sind relativ groß, die Rückenflosse setzt häufig über der Körpermitte an. Sie ist kurz bis mäßig lang, die Afterflosse kürzer als die Rückenflosse. Eine Fettflosse ist meist vorhanden, die Schwanzflosse eingeschnitten. Die Prämaxillare ist mit einer reihe von schlanken, meist dreispitzigen Zähnen besetzt. Die kleine Maxillare kann bezahnt oder unbezahnt sein. Das Dentale trägt zwei Zahnreihen, vorne eine dichte Reihe von ein- oder konischen Zähnen, hinten eine Reihe konischer Zähne.

## Lebensweise
Pracht- und Bodensalmler sind nicht schwarmbildend, sondern territorial und besetzten kleine Reviere in stehenden oder langsam fließenden Gewässern mit Sand- oder Schlammböden. Mit Ausnahme weniger Arten (z. B. Characidium rachovii) leben sie nah oder direkt auf dem Gewässerboden und bewegen sich ruckartig über kurze Strecken und legen dabei immer wieder Pausen ein, bei denen sie sich auf die paarigen Flossen stützen und den Kopf etwas anheben. Sie ernähren sich vor allem von Insekten.

## Systematik
Es gibt zwei (früher als eigenständige Familien aufgefasste) Unterfamilien mit zwölf Gattungen über 80 Arten:
- Familie Pracht- und Bodensalmler (Crenuchidae)
  - Unterfamilie Prachtsalmler (Crenuchinae)
    - Gattung Crenuchus
    - Gattung Poecilocharax
      - Species Poecilocharax callipterus
      - Species Poecilocharax rhizophilus

  - Unterfamilie Bodensalmler (Characidiinae) (Panama bis Nordargentinien)
    - Gattung Ammocryptocharax
    - Gattung Characidium
    - Gattung Elachocharax
    - Gattung Geryichthys
    - Gattung Klausewitzia
    - Gattung Leptocharacidium
    - Gattung Melanocharacidium
    - Gattung Microcharacidium
    - Gattung Odontocharacidium
    - Gattung Skiotocharax